# Franjo Bažant
Franjo Bažant (auch Franjol Bažant; * 1894; † 24. Dezember 1968) war ein jugoslawisch-kroatischer Fußballschiedsrichter.

## Sportlicher Werdegang
Bažant, der für HŠK Građanski als Spieler aktiv gewesen war, gehörte ab Mitte der 1930er Jahre zu den führenden Schiedsrichtern im Königreich Jugoslawien und leitete sowohl auf nationaler Ebene Spiele in der höchsten jugoslawischen Spielklasse als auch auf internationaler Ebene im Mitropapokal. Nach der Gründung des Unabhängigen Staates Kroatien als Folge des Balkanfeldzuges der Wehrmacht im April 1941 kam er als kroatischer FIFA-Schiedsrichter zum Einsatz. Zunächst gehörte er neben den Italienern Rinaldo Barlassina und Generoso Dattilo zu den Kandidaten für das letztlich von Ferenc Palásti geleiteten Länderspiel zwischen Deutschland und Ungarn am 1. November 1942, am 22. November des Jahres stand dann das letzte vor Kriegsende bzw. der dann bis zur Wiederaufnahme in den FIFA-Spielbetrieb 1950 ausgetragenen Partien gegen die Schweiz ausgetragene Länderspiel der deutschen Elf unter seiner Leitung. Im Štadión Tehelné pole in Bratislava setzte sich dabei Deutschland mit einem 5:2-Erfolg über die Slowakei durch, der 100. Länderspielsieg war das 71. und letzte Länderspiel des damaligen Rekordnationalspielers Paul Janes. Am 6. Juni 1943 war er noch als Schiedsrichter für ein Länderspiel zwischen Ungarn und Bulgarien vorgesehen, wo er kurzfristig seinen Landsmann Antun Marek beim 4:2-Auswärtssieg der Ungarn in Sofia vertrat.